# Nadarzyce (stacja kolejowa)
Nadarzyce – zlikwidowana w 1945 roku stacja kolejowa w Nadarzycach, w gminie Jastrowie, w powiecie złotowskim, w województwie wielkopolskim, w Polsce.